# 8e cérémonie des Los Angeles Film Critics Association Awards
La 8e cérémonie des Los Angeles Film Critics Association Awards (LAFCA Awards), décernés par la Los Angeles Film Critics Association, a eu lieu le 11 décembre 1982, et a récompensé les films réalisés dans l'année.

## Palmarès
Note : la LAFCA décerne deux prix dans chaque catégorie ; le premier prix est indiqué en gras.

### Meilleur film
- E.T. l'extra-terrestre (E.T. the Extra-Terrestrial)
  - Gandhi

### Meilleur réalisateur
- Steven Spielberg pour E.T. l'extra-terrestre (E.T. the Extra-Terrestrial)
  - Richard Attenborough  pour Gandhi

### Meilleur acteur
- Ben Kingsley pour son rôle dans Gandhi
  - Peter O'Toole pour son rôle dans Où est passée mon idole ? (My Favorite Year)

### Meilleure actrice
- Meryl Streep pour son rôle dans Le Choix de Sophie (Sophie's Choice)
  - Jessica Lange pour son rôle dans Frances

### Meilleur acteur dans un second rôle
- John Lithgow pour son rôle dans Le Monde selon Garp (The World According to Garp)
  - James Mason pour son rôle dans Le Verdict (The Verdict)

### Meilleure actrice dans un second rôle
- Glenn Close pour son rôle dans Le Monde selon Garp (The World According to Garp)
  - Cher pour son rôle de Sissy dans Reviens Jimmy Dean, reviens (Come Back to the 5 & Dime, Jimmy Dean, Jimmy Dean)

### Meilleur scénario
- Tootsie – Larry Gelbart et Murray Schisgal
  - Diner – Barry Levinson

### Meilleure photographie
- Blade Runner – Jordan Cronenweth

### Meilleure musique de film
- 48 heures (48 Hours) – James Horner et le groupe The BusBoys

### Meilleur film en langue étrangère
- Mad Max 2 : Le Défi (Mad Max 2)  Australie
  - Du sang sur la Tamise (The Long Good Friday)  Royaume-Uni

### New Generation Award
- Melissa Mathison

### Career Achievement Award
- Robert Preston

### Experimental/Independent Film/Video Award
- Wayne Wang – Chan a disparu (Chan Is Missing)

### Prix spécial
- Carlo Rambaldi pour son travail sur la marionnette du film E.T. l'extra-terrestre (E.T. the Extra-Terrestrial).